# Hausärztinnen- und Hausärzteverband Niedersachsen

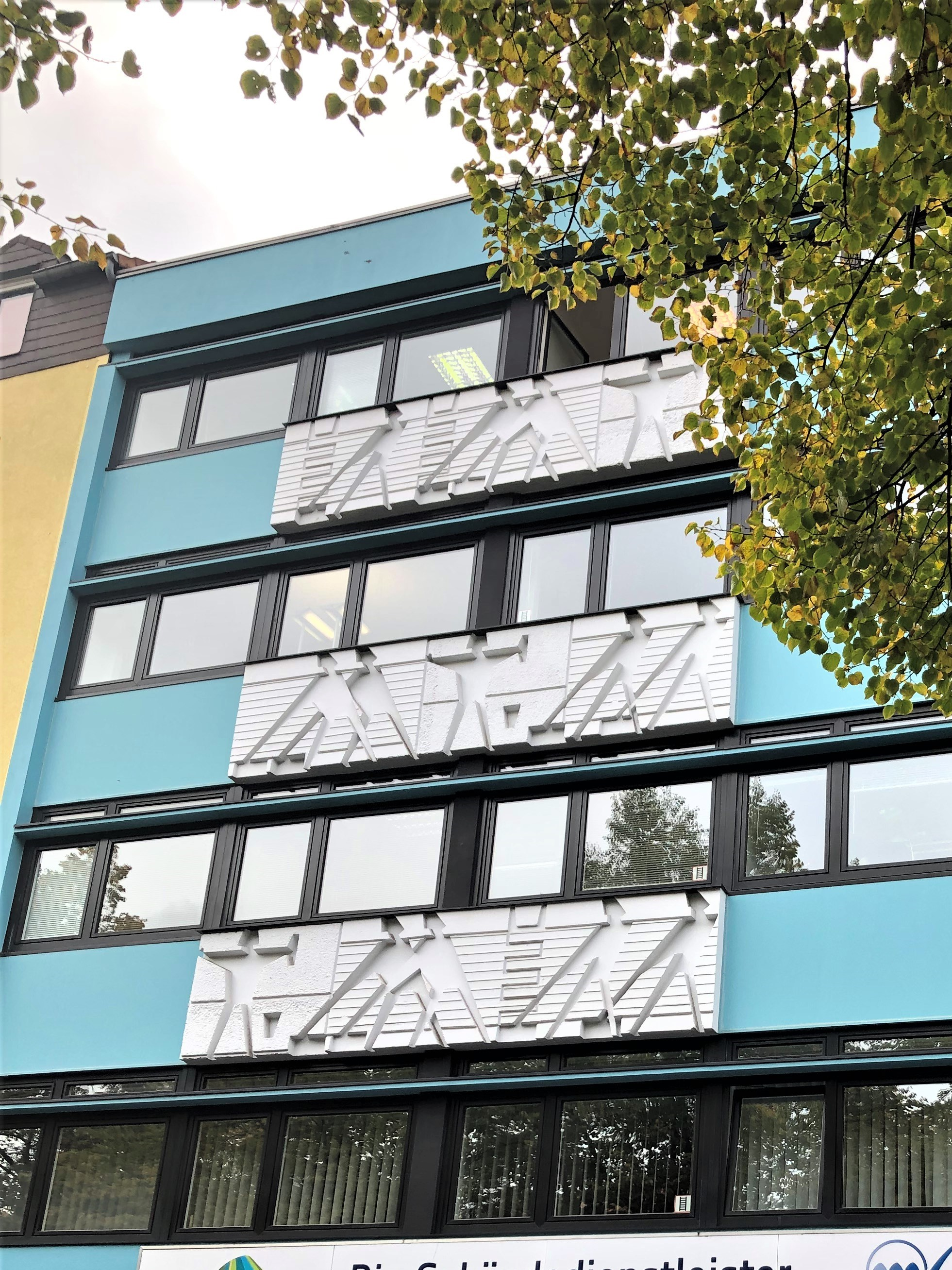
Hausärzteverband Niedersachsen Geschäftsstelle, Berliner Allee 46 in Hannover

Der Hausärztinnen- und Hausärzteverband Niedersachsen e. V. mit Sitz in Hannover vertritt die Interessen der niedersächsischen Hausärztinnen und Hausärzte in eigener Praxis oder in Anstellung (Fachärzte für Allgemeinmedizin, Praktische Ärzte, hausärztliche Internisten). Vorsitzender ist Matthias Berndt. Der Verband ist Mitglied im Hausärztinnen- und Hausärzteverband auf Bundesebene.
Der Verband gliedert sich in die 10 Bezirksverbände Aurich, Göttingen, Hannover, Hildesheim, Lüneburg, Oldenburg, Osnabrück, Stade, Verden und Wilhelmshaven.

## Geschichte
Nach der am 13. Mai 1961 erfolgten konstituierenden Sitzung des Landesverbandes Niedersachsen e.V. im Berufsverband der Praktischen Ärzte Deutschlands kam es am 18. Oktober 1962 zur Wahl des ersten Vorstandes des Berufsverbandes der Praktischen Ärzte Deutschlands – Landesverband Niedersachsen e. V. mit Sitz in Hannover-Kleefeld, dem Praxisstandort des ersten Vorsitzenden Karl Lange.

## Aufgaben und Ziele
Der Verband tritt für die Stärkung einer hochwertigen und flächendeckenden hausärztlichen Versorgung ein mit der Schaffung guter Arbeitsbedingungen für Hausärzte als Grundlage für die Sicherung der hausärztlichen Patientenversorgung. Dazu zählen Verhandlungen mit Politikern, Krankenkassen und allen anderen Partnern im Gesundheitswesen sowie Öffentlichkeitsarbeit über die Medien. Ziel des Verbandes ist die organisatorische Zusammenfassung und Repräsentanz aller in Niedersachsen tätigen Allgemeinärzte und aller anderen hausärztlich tätigen Ärzte
- zur Vertretung ihrer beruflichen und wirtschaftlichen Interessen gegenüber den ärztlichen Körperschaften, den Behörden, den Parteien, Vertragsverhandlungen, bzw. Vertrags-Abschlüssen mit Krankenkassen (rechtsfähige Körperschaften des öffentlichen Rechts mit Selbstverwaltung) und gegenüber der Öffentlichkeit
- zur Vertretung ihrer Interessen gegenüber anderen ärztlichen Fachgruppen
- zur Abstimmung und Verfolgung gemeinsamer Interessen mit anderen ärztlichen Verbänden
- zur Förderung der Ausbildung, der Lehre und der Forschung in Allgemeinmedizin
- zur Förderung der hausärztlichen Fortbildung und Weiterbildung in Allgemeinmedizin
- zur Förderung von Kenntnissen und Möglichkeiten in beruflichen und wirtschaftlichen Fragen
- zur Mitarbeit in öffentlich-rechtlichen Körperschaften der Ärzteschaft sowie in politischen Gremien

## Vorsitzende
- Karl Lange, Hannover (18. Oktober 1962 bis 19. Oktober 1963)
- Kurt Vogel, Göttingen (19. Oktober 1963 bis 6. Januar 1979)
- Klaus-Dieter Kossow, Achim-Uesen (6. Januar 1979 bis 8. Januar 1983), von 1977 bis 1993 stellvertr. Bundesvorsitzender, 1993 Bundesvorsitzender des BPA
- Heinz Jarmatz, Scharnebeck (8. Januar 1983 bis 21. November 2014), zugleich Ehrenvorsitzender
- Matthias Berndt, Hannover (seit 21. November 2014)

## Hausarztzentrierte Versorgung (HzV)
Eine wichtige Aufgabe übernimmt der Hausärztinnen- und Hausärzteverband Niedersachsen e. V. bei der vertraglichen Ausgestaltung der Hausarztzentrierten Versorgung (HzV) in Niedersachsen. Bei den Ad-on-Verträgen tritt der Landesverband als direkter Verhandlungspartner mit den an der HzV teilnehmenden Gesetzlichen Krankenkassen auf.

## Fortbildungen
In Zusammenarbeit mit der Hausärztlichen Servicegesellschaft Niedersachsen mbH sowie dem Institut für hausärztliche Fortbildung im Deutschen Hausärzteverband (IнF) e. V. werden sowohl Mitgliedern als auch Nicht-Mitgliedern vielfältige Fortbildungen angeboten. In der Regel erfüllen sie die Voraussetzungen, die sich aus der Fortbildungspflicht ergeben. Sie sind frei von der Einflussnahme Dritter und produktunabhängig.
Der Landesverband Niedersachsen legt Wert darauf, strukturierte und auf die hausärztliche Praxis zugeschnittene Fortbildungen anzubieten und relevante Informationen für den Praxisalltag zu vermitteln.
Neben Fortbildungen für Hausärzte werden auch Seminare für das gesamte Praxisteam – beispielsweise für Medizinische Fachangestellte – angeboten.
Seit einigen Jahren finden viele Veranstaltungen auch in digitalen Online-Formaten statt. Insbesondere die Corona-Pandemie von Anfang 2020 hat zu einer Ausweitung des Online-Angebots geführt.

## Mitgliedschaft
Mitglied des Verbandes kann jeder in Niedersachsen ansässige Hausarzt im Sinne der Sozialgesetzgebung sein, der im Besitz des aktiven und passiven Wahlrechts zu ärztlichen Körperschaften ist. Außerdem können Studierende der Humanmedizin und Assistenzärzte, die sich in der Aus- und Weiterbildung mit der Zielrichtung einer hausärztlichen Tätigkeit (Allgemeinmedizin, Innere Medizin, praktische Ärzte, Kinderheilkunde) befinden, dem Verband als Mitglied beitreten. Auch Ruheständler können weiterhin kostenfrei als Mitglied im Hausärzteverband geführt werden.